# Sardegna Open
El torneig de Sardenya, conegut oficialment com a Sardegna Open, és una competició tennística professional que es disputa sobre terra batuda exterior a l'illa de Sardenya, Itàlia. Pertany a les sèries 250 del circuit ATP masculí.
El torneig es va crear l'any 2020, aprofitant que molts torneigs es van cancel·lar a causa a la pandèmia de COVID-19, i es va celebrar a l'hotel Forte Village de Santa Margherita di Pula. L'any següent també es va celebrar però al Cagliari Tennis Club de Càller al mes d'abril.

## Palmarès

### Individual masculí
| Any  | Campió         | Finalista        | Resultat         |
| ---- | -------------- | ---------------- | ---------------- |
| 2021 | Lorenzo Sonego | Laslo Đere       | 2−6, 7−6(5), 6−4 |
| 2020 | Laslo Đere     | Marco Cecchinato | 7−6(3), 7−5      |

### Dobles masculins
| Any  | Campions                        | Finalistes                        | Resultat |
| ---- | ------------------------------- | --------------------------------- | -------- |
| 2021 | Lorenzo Sonego Andrea Vavassori | Simone Bolelli Andrés Molteni     | 6−3, 6−4 |
| 2020 | Marcus Daniell Philipp Oswald   | Juan Sebastián Cabal Robert Farah | 6−3, 6−4 |